# Agente immobiliare
L'agente immobiliare è un professionista del mercato immobiliare che, alle dipendenze di un'agenzia immobiliare o in proprio, fornisce un servizio volto a favorire la conclusione di contratti di compravendita o di locazione immobiliare. L'attività di agente immobiliare in Italia non è libera, ma è soggetta a una serie di requisiti, previsti dalla legge n. 39 del 1989 e successive modifiche nonché dal decreto legislativo n. 59 del 2010, attuato dal Decreto Ministeriale 26 ottobre 2011.
Durante la compravendita di un immobile l'agente ha il compito di fornire un'adeguata informazione sul valore del bene immobiliare e di pubblicizzare l'immobile, intermediando in modo imparziale tra acquirente e venditore e assistendo le parti in tutte le fasi della compravendita (es. contrattazione del prezzo di compravendita tra le due parti): se la trattativa va in porto si procede con il cosiddetto contratto preliminare di acquisto (detto anche compromesso) prima di arrivare a un rogito finale.  Con la stipula del preliminare, l'agenzia come controparte per il suo lavoro richiede una quota percentuale sul prezzo di vendita dell'immobile, di solito in parte dall'acquirente e in parte dal venditore, salvo il caso che l'agente abbia agito su mandato di una sola parte (agente con mandato a titolo oneroso).
Spesso la vendita dell'immobile è condizionata anche da un altro soggetto ovvero una banca che provvede alla concessione di un mutuo all'acquirente che copra parzialmente o interamente l'immobile, chiedendo in cambio garanzie sul mutuo stesso come ad esempio l'ipoteca.
Un agente in mediazione immobiliare in regola deve essere iscritto al Registro delle imprese con un apposito Codice provinciale "REA" (Repertorio Economico Amministrativo)  rilasciato dalle Camere di commercio (Cciaa). Il Codice dell'attività dell'impresa o "Codice Ateco"  deve essere il "68.31". È possibile controllare gratuitamente i dati di iscrizione dell'agente-imprenditore nel sito www.registroimprese.it, con la funzione "Cerca un'impresa".
A seguito dell'abolizione del Ruolo abilitante avvenuta con il D.lgs 59/2010, solo l'essere elencati nei registri delle Camere di commercio come imprese di mediazione con REA attivo e codice Ateco 68.31 identifica quell'attività come quella di un mediatore abilitato, in possesso dei requisiti e nel pieno rispetto delle norme di legge. Almeno una volta ogni quattro anni le Camere di commercio effettuano la revisione dei requisiti morali e professionali dei mediatori iscritti ai sensi del DM 26 ottobre 2011.

## Italia

### Funzioni
In Italia, l'agente immobiliare è l'espressione verbale, ormai prevalente, soprattutto nel linguaggio comune e in quello commerciale, con la quale si indicano due diverse figure accomunate dalla circostanza di operare nel mercato immobiliare: il mediatore e il mandatario a titolo oneroso. Presso le Camere di commercio (Ente preposto a verificare e abilitate queste figure) il termine identificativo unico per entrambe le figure è "Agente d'affari in mediazione immobiliare". Sia il mediatore che il mandatario a titolo oneroso devono soddisfare i medesimi requisiti per poter esercitare la professione.
Secondo la prassi, l'agente immobiliare, ricevuto dal proprietario dell'immobile l'incarico a vendere, verifica la consistenza (tecnica, amministrativa e legale) del bene, ricerca o riceve un potenziale acquirente, lo invita a formulare un'offerta d'acquisto e - ove questa sia accettata - guida le parti nella stipulazione di un contratto preliminare di compravendita. Successivamente, la parte acquirente provvede a incaricare un notaio per rogare la compravendita.
La differenza fondamentale tra mediatore e mandatario a titolo oneroso è che il mediatore tutela gli interessi di entrambe le parti, venditore e acquirente, deve garantire la conclusione di un affare corretto per entrambi, pertanto riceve la provvigione da entrambe le parti; invece il mandatario a titolo oneroso riceve l'incarico da una sola parte, solo di questa tutela gli interessi e solo da questa riceve il compenso. Tuttavia, una delle sezioni del Ruolo degli Agenti d'Affari in Mediazione era riservata agli agenti immobiliari, e una ai mandatari a titolo oneroso, poiché non solo nella prassi il mediatore immobiliare può trovarsi a operare con mandato per necessaria semplificazione operativa (si pensi ad esempio all'agenzia che cura le vendite in cantiere per conto di un costruttore), ma perché anche un negoziato aperto dal mandatario spesso va a sconfinare in una vera e propria mediazione imparziale per sopravvenute considerazioni delle parti.
La giurisprudenza di legittimità ha del resto osservato come spesso avvenga, nella prassi, che anche il mediatore agisca, in realtà, in virtù di un incarico inizialmente ricevuto da una o più parti ai fini della conclusione dell'affare. In questo caso, all'apparente mediatore (che, in realtà, non è più un mediatore ma un mandatario) non spettano i diritti che la legge riconosce al mediatore, primo fra tutti il diritto alla provvigione da entrambe le parti, bensì – e ovviamente - solo da parte del mandante che gli ha conferito l'incarico. Per contro, il comune incarico di mediazione tipicamente esprime unilateralmente la volontà di una parte di richiedere al mediatore di adoperarsi per trovare controparti.

### Disciplina dell'esercizio della professione
La disciplina di riferimento della professione di agente immobiliare è posta dalla legge 3 febbraio 1989, n. 39, dal decreto ministeriale 21 dicembre 1990, n. 452, dai decreti ministeriali 26 ottobre 2011 e dalla Circolare esplicativa 3648/C.
L'agente immobiliare, come ogni altro mediatore, è tenuto alla iscrizione nel registro delle imprese e nel Repertorio economico amministrativo (REA), istituito presso le Camere di commercio, industria, artigianato e agricoltura. L'attività di agente immobiliare è sottoposta ad uno stringente regime di incompatibilità professionale con altre attività lavorative, analogamente a quanto avviene con attività professionali dotate di albi, quali Avvocati, Geometri, Architetti. Non può svolgere contemporaneamente alla mediazione attività professionali o d'impresa incompatibili o in conflitto di interessi, lavorare come dipendente (eccetto che per società che abbiano ad oggetto la mediazione), avere un impiego pubblico a tempo pieno.
Il mediatore è obbligato alla stipula di una idonea polizza di assicurazione della responsabilità civile a copertura dei danni che possa cagionare alle parti e ai terzi per negligenze o errori professionali, che copre anche i suoi dipendenti e tutti coloro che a qualsiasi titolo svolgono l'attività di mediazione per conto dell'impresa.
Il mediatore (quindi l'agente immobiliare), oltre agli usuali requisiti morali (assenza di condanne per determinati reati e di misure di prevenzione contro la delinquenza mafiosa), deve obbligatoriamente possedere i seguenti requisiti professionali:
- avere conseguito un diploma di scuola secondaria di secondo grado
- avere frequentato un corso di formazione specifico riconosciuto dalla Regione competente
- avere superato un esame abilitativo diretto ad accertare la capacità professionale, tenuto direttamente presso le Camere di commercio del territorio, composto da due prove scritte (una per la parte giuridica, una per la parte tecnica) e da una prova orale conclusiva.

Il mediatore immobiliare è una figura regolamentata in maniera molto puntuale in Italia, con particolari requisiti e specifiche incompatibilità, mentre negli altri paesi dell'unione europea vigono disciplina diverse, più o meno stringenti.

### Valore normale dei fabbricati
Una delle più importanti e delicate funzioni che l'agente immobiliare è chiamato a svolgere è la valutazione (stima) dell'immobile. Si tratta di un'attività il cui esito dipende dalle capacità, dalla serietà e dalla imparzialità dell'agente immobiliare, perché:
- la sua provvigione è commisurata al valore dell'affare (maggiore è il prezzo pattuito, maggiore sarà la provvigione che ha diritto a percepire);
- l'agente immobiliare tenderà a favorire il venditore in quanto parte forte del rapporto (soprattutto quando sia un costruttore edile) in quanto proprietario della merce di scambio.

È tuttavia possibile effettuare una stima orientativa dell'immobile che possa aiutare le parti (soprattutto la parte acquirente) a controllare che la valutazione effettuata dall'agente immobiliare non sia sproporzionata in difetto o in eccesso, sulla base dei criteri definiti dall'Agenzia delle entrate con provvedimento direttoriale 2007/120811 del 27 luglio 2007 per il calcolo del valore normale dell'immobile.
Il valore normale dell'immobile è, dunque, il prodotto di tre elementi:
- superficie risultante dal certificato catastale
- valore unitario determinato sulla base delle quotazioni immobiliari dell'Osservatorio del Mercato Immobiliare (OMI)
- coefficienti di merito relativi alle caratteristiche dell'immobile.

I primi due sono dati obiettivi certi. Ed è diritto dell'acquirente ricevere copia del certificato catastale, prima di procedere all'acquisto dell'immobile. È anzi opportuno diffidare dai venditori o dagli agenti immobiliari che tardino o rifiutino di rilasciare copia del certificato catastale. Il valore unitario è agevolmente reperibile sul sito ufficiale dell'Agenzia delle Entrate.
Il coefficiente di merito, invece, è un dato variabile in dipendenza di vari fattori, come l'ubicazione dell'immobile e le sue caratteristiche intrinseche, calcolabili secondo la formula dettata dall'allegato al citato provvedimento dell'Agenzia delle Entrate.
La difficoltà tecnica del calcolo, non alla portata di tutti, suggerisce di richiedere all'agente immobiliare, sempre prima di effettuare l'acquisto, di fornire copia sottoscritta della Scheda di valutazione dell'immobile, tenendo però conto che l'agente immobiliare di regola applica criteri di valutazione "commerciale" dell'immobile, spesso codificati da organizzazioni private del settore e senza pretesa di valore legale.

### Vigilanza e sanzioni
Le camere di commercio hanno potere di vigilanza sul mercato e possono emettere sanzione disciplinari e amministrative nei confronti dei mediatori. le Camere possono agire d'ufficio a seguito di controlli periodici (revisioni) o in seguito a segnalazione o esposto di un privato. In particolare, nel caso in cui un privato voglia segnalare il comportamento scorretto di un mediatore (o di una società che svolge l'attività di mediazione), può presentare un esposto scritto alla camera di commercio competente territorialmente, indicando sinteticamente i fatti inerenti alla trattativa, ai dati identificativi dei soggetti che hanno condotto la mediazione, nonché fornendo copia della documentazione utilizzata (per esempio: copia della proposta di acquisto/locazione, copia del conferimento dell'incarico di mediazione, copia di biglietti da visita, pubblicità su internet e/o quotidiani, ecc.).
Pervenuto l'esposto viene avviata l'istruttoria con instaurazione di un contraddittorio scritto tra le parti e compimento di tutti gli accertamenti d'ufficio, anche con l'ausilio della polizia amministrativa.
Il procedimento si può concludere con: sanzioni amministrative a carico di soggetti abusivi; denuncia alla Procura della Repubblica; sanzioni amministrative per utilizzo di modulistica difforme e/o non depositata in camera di commercio; sanzioni disciplinari a carico del soggetto iscritto laddove si riscontrino comportamenti non conformi alla deontologia professionale; e archiviazione, nel caso di infondatezza dell'esposto.
L'Esercizio abusivo di attività di mediazione immobiliare, che nell'ordinamento italiano comprende attività di mediazioni e di mandato a titolo oneroso, viene punito in via amministrativa con una sanzione da 7.500 a 15.000 euro; dopo la seconda sanzione amministrativa è soggetto anche a denuncia penale con una pena di reclusione da sei mesi a tre anni e con la multa da 10.000 a 50.000 euro oltre all'obbligo di rimborsare tutti i compensi provvigionali indebitamente riscossi sino ad allora.

## Procacciatore immobiliare
Il procacciatore immobiliare (nel mondo anglosassone flat hunter, anche noto come home hunter o property finder) è un professionista che agisce esclusivamente per conto dell'acquirente e assiste il proprio cliente durante l'intero processo di acquisto, dalla ricerca degli immobili che corrispondono ai criteri del cliente, alla negoziazione del prezzo e delle condizioni di vendita e infine al completamento del processo legale necessario a portare a termine l'acquisto. Negli Stati Uniti come figura professionale nasce negli anni novanta col buyer brokerage o exclusive buyer agent, in seguito si afferma nel Regno Unito col property finder, in Canada e nell'Europa continentale, soprattutto in Francia con gli chasseur d'appartements.
In Italia l'attività di procacciatore immobiliare è parificata a quella dell'agente immobiliare. In alcune nazioni europee, come il Regno Unito, i procacciatori immobiliari non devono superare nessun esame specifico o ottenere alcuna certificazione per poter praticare la professione, mentre in altre nazioni - come Italia, Francia e Spagna - essi devono ottenere la qualifica di agenti immobiliari e sono soggetti alle specifiche normative.